# 杜曾
杜曾（？—319年），中國西晉末期至東晉前期人物，新野（今中國河南省新野縣）人。本是新野王司馬歆帳下的南蠻司馬，能身穿甲胄在水中游泳。
西晉永嘉六年（312年）胡亢在竟陵（在今湖北省一帶）聚眾起兵，自稱楚公，杜曾被任命為竟陵太守。由於胡亢連殺手下驍將數人，次年（313年），杜曾怕大禍臨頭，暗中引變民王沖的軍隊攻擊胡亢。胡亢把全軍派出城抵擋，城中空虛，杜曾遂乘機殺胡亢，併吞其部眾。
同年稍後，晉荊州刺史陶侃屬下王貢假傳陶侃命令，任命杜曾為前鋒大都督，擊殺王沖，再併其部眾。陶侃召见杜曾，但杜曾不至，王贡担心假传命令的事惹罪，就和杜曾举兵造反。接著，杜曾、王貢再擊敗陶侃軍，在沔口又击败朱伺。其後數年，杜曾持續盤踞在荊州，數次擊敗晉政府軍。
317年，晉將周訪擊敗杜曾軍。319年，再敗之。杜曾為屬下所擒，投降周訪，遂被殺。

## 延伸阅读
[在维基数据编辑]
 《晉書·卷100》，出自房玄齡《晉書》